# ロナルド・ジョーンズ
ロナルド・ウィンスロップ・ジョーンズ (Ronald Winthrop Jones、1931年7月5日 - 2022年9月27日) は、アメリカ合衆国の経済学者。ロチェスター大学名誉教授。専門は国際貿易論。

## 経歴
1931年に生まれる。1952年にスワースモア大学を卒業し、1956年にマサチューセッツ工科大学から経済学の博士号を取得する。マサチューセッツ工科大学とスワースモア大学で講師として勤務したあと、ロチェスター大学に助教授として着任し、准教授、教授に昇任する。アメリカ、イギリス、オーストラリア、香港、ロシア、スイス、日本の大学で在外研究を行った。国際貿易の分野で顕著な業績をあげた。

## 日本との関り
ロチェスター大学では多くの日本人学生を博士課程の教授として指導し、三辺信夫、高山晟、天野明弘、大山道広、矢野誠、竹森俊平などを育てた。三辺とは同い年、高山の1歳上、天野の4歳上、大山の7歳上と年齢は近かった。慶應義塾大学、大阪市立大学、神戸大学で在外研究を行った。神戸大学からは名誉博士号を授与されている。